# Чурчич, Радован
Радован Чурчич (серб. Радован Ћурчић; род. 10 января 1972, Иваница) — югославский футболист и сербский футбольный тренер.
Как футболист выступал за клуб «Явор» до 2003 года (также провёл 1 матч в словенской лиге за «Горицу», в победном сезоне 1995/96; по данным telegraf.rs, также выступал за белградский ОФК и «Борац» Чачак), после чего в этом же клубе дебютировал как тренер. Работал в «Яворе» до 2010 года (с перерывом на работу в клубе «Борац» в 2005—2007 гг.).
С 2010 года — помощник тренера сборной Сербии. В 2011 году Чурчич исполнял обязанности главного тренера сербской сборной после отставки Владимира Петровича.
С 2013 по 2014 год весьма успешно руководил молодёжной сборной страны.
15 ноября 2014 года после отставки Дика Адвоката по рекомендации Саво Милошевича Чурчич вновь стал и. о. наставника первой сербской сборной. Спустя две недели официально утверждён в должности.
Признан лучшим тренером 2014 года в Сербии по версии Футбольного союза Сербии.

## Тренерская статистика
Данные откорректированы по состоянию на 3 марта 2015 года
| Сербия (и. о.) | 17 октября 2011 | 21 мая 2012     | 4  | 1 | 1 | 2 | 25   |
| Сербия (до 21) | 24 января 2013  | 25 ноября 2014  | 15 | 7 | 5 | 3 | 46,7 |
| Сербия (и. о.) | 16 ноября 2014  | 25 ноября 2014  | 1  | 1 | 0 | 0 | 100  |
| Сербия         | 25 ноября 2014  | до 30 июня 2017 | 0  | 0 | 0 | 0 | 0    |
| Итого          | Итого           | Итого           | 20 | 9 | 6 | 5 | 45   |